# 1977 في الأرجنتين
فيما يلي قوائم الأحداث التي وقعت خلال عام 1977 في الأرجنتين.

## رياضة
- 9 يناير – جائزة الأرجنتين الكبرى 1977 الفائز جودي شيكتر.

## مواليد

### فبراير
- 22 فبراير – خوليو هرنان روسي لاعب كرة قدم أرجنتيني.

### مارس
- 5 مارس – ماريو غيجنا

### أبريل
- 5 أبريل – جوناثان إيرليتش لاعب كرة مضرب إسرائيلي.
- 24 أبريل – دييغو بلاسينتي لاعب كرة قدم أرجنتيني.

### مايو
- 4 مايو – ماريانو بيرنيا لاعب كرة قدم أرجنتيني.
- 8 مايو – خوان أجناسيو سانشيز لاعب كرة سلة إسباني.
- 17 مايو – بابلو بريجيوني
- 20 مايو – ليو فرانكو لاعب كرة قدم أرجنتيني.

### يوليو
- 28 يوليو – مانو جينوبيلي لاعب كرة سلة أرجنتيني.

### سبتمبر
- 1 سبتمبر – فرانسيسكو أغيري لاعب كرة قدم أرجنتيني.
- 17 سبتمبر – خوان أنطونيو فليتشا درّاج طريق إسباني.
- 27 سبتمبر – لوكاس برناردي لاعب كرة قدم أرجنتيني.
- 30 سبتمبر – خوان براون لاعب كرة قدم أرجنتيني.
- 30 سبتمبر – ماريانو دلفينو لاعب كرة مضرب أرجنتيني.

### أكتوبر
- 4 أكتوبر – نيلدا راموس فنانة أرجنتينية.
- 14 أكتوبر – أندريس بيلوسي
- 21 أكتوبر – جولييتا كاردينالي ممثلة أرجنتينية.

### نوفمبر
- 5 نوفمبر – لوكاس فيكتوريانو لاعب كرة سلة أرجنتيني.
- 6 نوفمبر – ريميجيو مولينا ملاكم أرجنتيني.
- 9 نوفمبر – ألبانو بيزاري لاعب كرة قدم أرجنتيني.
- 25 نوفمبر – جويرمو كانياس لاعب كرة مضرب أرجنتيني.

### ديسمبر
- 20 ديسمبر – بابلو غوميز لاعب كرة قدم أرجنتيني.

## وفيات

### يناير
- 22 يناير – باسكوال بيريز (مواليد 1926) ملاكم أرجنتيني.

### فبراير
- 8 فبراير – أوليندا بوزان (مواليد 1894) ممثلة أرجنتينية.

### مارس
- 25 مارس – رودولفو والش (مواليد 1927) صحفي أرجنتيني.